# Litluvallafjall
Litluvallafjall är ett berg i republiken Island. Det ligger i regionen Norðurland eystra, 250 km nordost om huvudstaden Reykjavík. Toppen på Litluvallafjall är 751 meter över havet.
Trakten runt Litluvallafjall är nära nog obefolkad, med mindre än två invånare per kvadratkilometer. Det finns inga samhällen i närheten. Trakten runt Litluvallafjall består i huvudsak av gräsmarker.